# Solmsia
Solmsia es un género botánico con dos especies de plantas  perteneciente a la familia Thymelaeaceae
El nombre del género en honor de Hermann Maximilian Carl Ludwig Friedrich zu Solms-Laubach

## Especies seleccionadas
- Solmsia calophylla
- Solmsia chrysophylla